# 2.º Batallón de Defensa Local de la Luftwaffe
El 2.º Batallón de Defensa Local de la Luftwaffe (2. Landesschützen-Bataillon der Luftwaffe) fue una unidad militar de la Luftwaffe durante la Segunda Guerra Mundial.

## Historia
Fue formado el 1 de noviembre de 1943 en Noruega (únicamente la Plana Mayor), a partir del I Batallón/502.º Regimiento de Campaña de la Luftwaffe. Fue disuelto en el verano de 1944.